# Феліциян Сипнєвський
Феліциян Одроуж Сипнєвський (24 січня 1822 року — 6 вересня 1877 року) — польський] натураліст, ботанік, ентомолог та філософ.

## Біографія
Феліциян Сипнєвський народився 24 січня 1822 року в одному з найбільших маєтків Сипнєвських у Великопольщі у польській шляхетній родин Станіслава Сипнєвського та Анни Павельської. Як і більшість знаті на той час, його навчали вдома спочатку приватні вчителі із Швейцарії, Великої Британії та Франції, потім він відвідував одну з найкращих загальноосвітніх шкіл Польщі на той час — середню школу Святої Марії Магдалини у Познані.
У 1840 році провів пару років польових практик у своєму сімейному маєтку в Трускалові. Потім продовжив освіту під пильним оком Карла Шпренгеля в Академіїземлеробства в Ресько, де сформулював свою «Теорему мінімуму» (широко відому як " закон Лібіха ", оскільки саме Юстус фон Лібіг згодом популяризував цю теорему і йому помилково приписували її авторство.
Сипнєвський навчався і закінчив Берлінський університет.
Він одружився з подругою дитинства Валерією Доброгойською. Валеря померла незабаром після народження їх сина Юзефа Сипнєвського в 1850 році. Після її смерті довгі роки він жив один, витрачаючи увесь свій час на навчання, поки раптом не здивував усіх і знову одружився з молодою Валентиною Радонські з клану Ясенічок.
Одним з його правнуків є Дерек Сипнєвський, сучасний американський кінорежисер і актор.
Феліцян усе життя уникав політики, був польським патріотом і завзятим прихильником відновлення суверенної Польської Республіки. Під час Січневого повстання він продав значну частину сімейного маєтку і пожертвував на цю справу двічі великі суми.

## Наукова діяльність
Дослідження та наукові публікації Сипнєвського вплинули на наступні покоління польських натуралістів та заклали основи малакології. Закінчивши освіту, він оселився і працював у Скорашевицях, Піотрово, Пемпово та Сипнєво, працював над природознавством загалом, опублікував численні дослідження з ентомології, малакології та альгології, а також медичні та філософські трактати. Згодом він зосередився на вивченні морських водоростей.
За наукову роботу з діатомових водоростей йому було запропоновано посаду декана зоології в Ягеллонському університеті. Він був одним із засновників і одноголосно обраний президентом факультету природничих наук Познанського товариства наукових наук відомого польського Товариства науки.

## Спадщина
Він зібрав і належним чином зберіг 10 000 зразків метеликів і павуків, деякі з яких є єдиними прикладами видів, які сьогодні вважаються вимерлими. Ця величезна колекція була розділена і викрадена кілька разів: особливо під час Першої світової війни німцями в 1918 році і тричі під час Другої світової війни: знову німцями в 1940 і 1944 роках, а решту частини колекції забрала Радянська Червона Армія влітку 1945 року. Зразки з його колекції сьогодні можна знайти в багатьох європейських університетах та музеях, переважно в Росії та Німеччині, а також у приватних колекціях.
На знак визнання його внеску в науку існують школи, названі на його честь або покровителем Фелічана Сипнєвського